# Tachanun

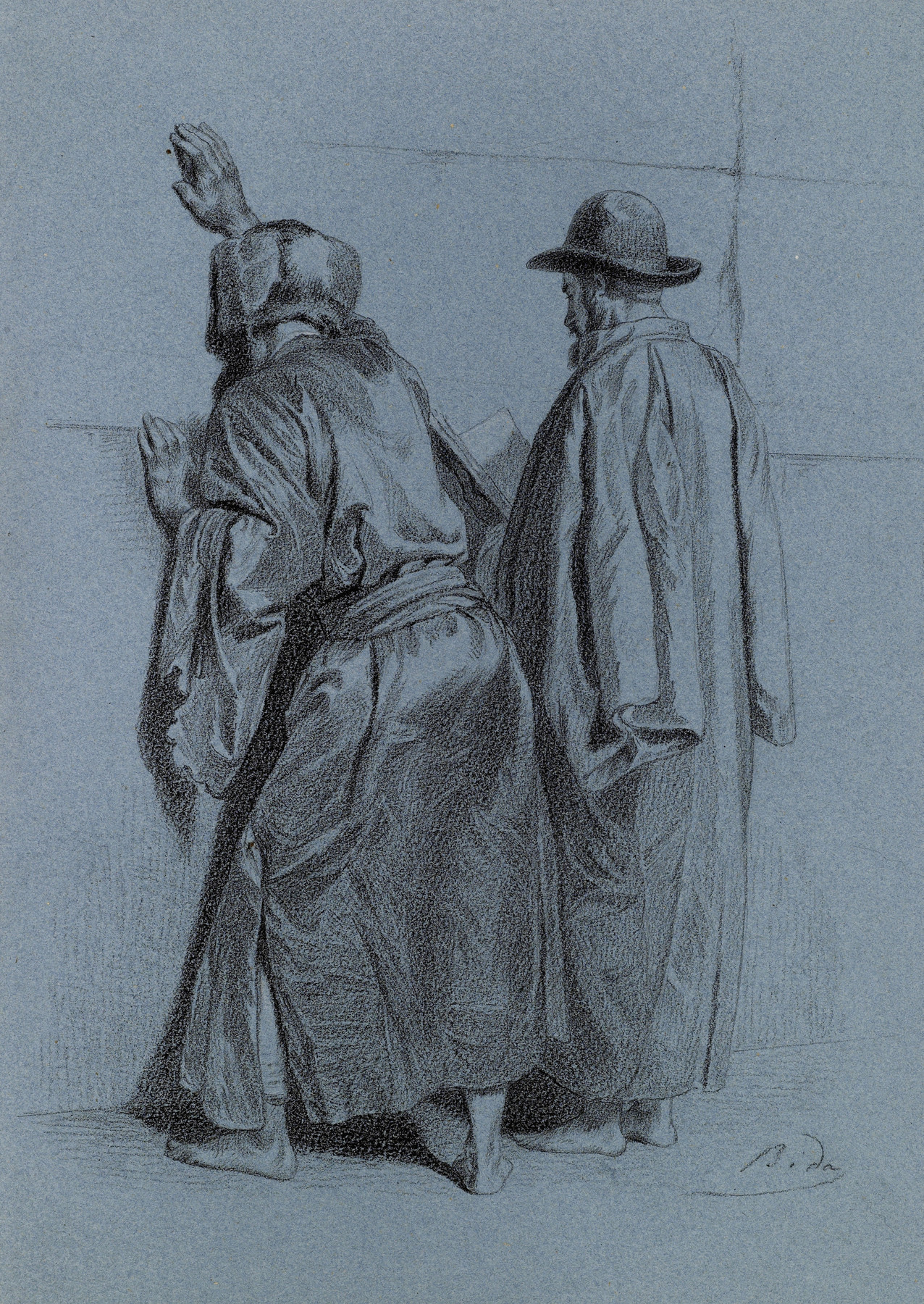
William Thompson Walters (Henry Walters): Historische Darstellung des Tachanun, Walters Art Museum.

Tachanun (hebräisch תַּחֲנוּן; dt.: Bitte um Erbarmen) ist ein jüdisches Gebet.

## Beschreibung
Tachanun ist Bestandteil von Schacharit und von Mincha.  Das Gebet wird nach der Amidah rezitiert. Am Schabbat sowie an jüdischen Festtagen wird dieser Teil der Gebete nicht gesprochen.

## Handlung
Bei diesem Gebet ist es aschkenasische Tradition, sich zu verbeugen, niederzuknien und mit der Stirn den Boden zu berühren. Oder man beugt sich sitzend nach vorn und legt den Kopf auf den rechten Arm. Daher wird dieses Gebet auch nefilat apajim (hebräisch נְפִילַת אַפַּיִם; dt.: „auf das Gesicht fallen“) genannt. Dies ist der Historie geschuldet, weil Josuas Gesicht vor der Bundeslade den Boden berührte. Im Gegensatz zur aschkenasischen Tradition legen Sephardim den Kopf nicht auf die Hand.

## Abschnitte
Tachanun besteht aus den folgenden Abschnitten:
1. Abschnitt
In den meisten aschkenasischen Synagogen beginnt Tachanun mit den einleitenden Versen aus dem 2. Buch Samuel (24:14), anschließend folgt der Psalm 6:2-11, den Köng David komponiert hat. David tat dies, während er krank war und in Schmerzen lag.
2. Abschnitt
Der zweite Abschnitt ist das Gebet „Schomer Israel“.
Nach den Worten wa’anachnu lo neda (hebräisch וַאֲנַחְנוּ לֹא נֵדַע; Wir wissen nicht, was wir thun sollten) ist es in vielen Gemeinden üblich, sich zu erheben und den Rest des letzten Absatzes im Stehen vorzutragen.

## Gebetstexte
Dem Tachanun folgen bei Schacharit immer das „Halbe Kaddisch“ und zu Mincha das „Volle Kaddisch“. Am Montag und Donnerstag wird vor Tachanun ein längeres Gebet im Stehen vorgetragen, beginnend mit Psalm 78:38. Die Länge des Gebets vor Tachanun ist je nach Gemeinde sehr unterschiedlich. Aschkenasische Gemeinden haben den längsten Text; sephardische (chassidische und jemenitische, in Nachahmung der sephardischen) Gemeinden haben einen etwas kürzeren, aber ähnlichen Text; italienische Gemeinden haben den kürzesten Text von allen. Der italienische Text beginnt nicht mit Psalm 78:38, sondern mit Daniel 9.15.
Der Talmud (Baba Kamma) meint, dass die Werktage Montag und Donnerstag die Eht Ratzon (hebräisch עֵת רָצוֹן; dt.: Zeit der göttlichen Güte) seien, bei dem ein Flehen auch angenommen werde.
Nach dem sephardischen Ritus beginnt Tachanun mit dem  Widdui (hebräisch וִידּוּי; dt.: „Beichte, Sündenbekenntnis, Geständnis“). Im Sündenbekenntnis werden die Sünden aufgezählt: Bei jeder Sünde, die der Beter nennt, schlägt er mit der rechten Faust symbolisch auf das Herz gemäß Gottes dreizehn Eigenschaften der Barmherzigkeit.

Tachanun heute
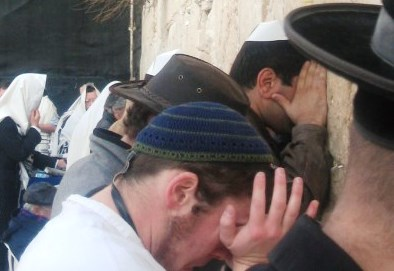
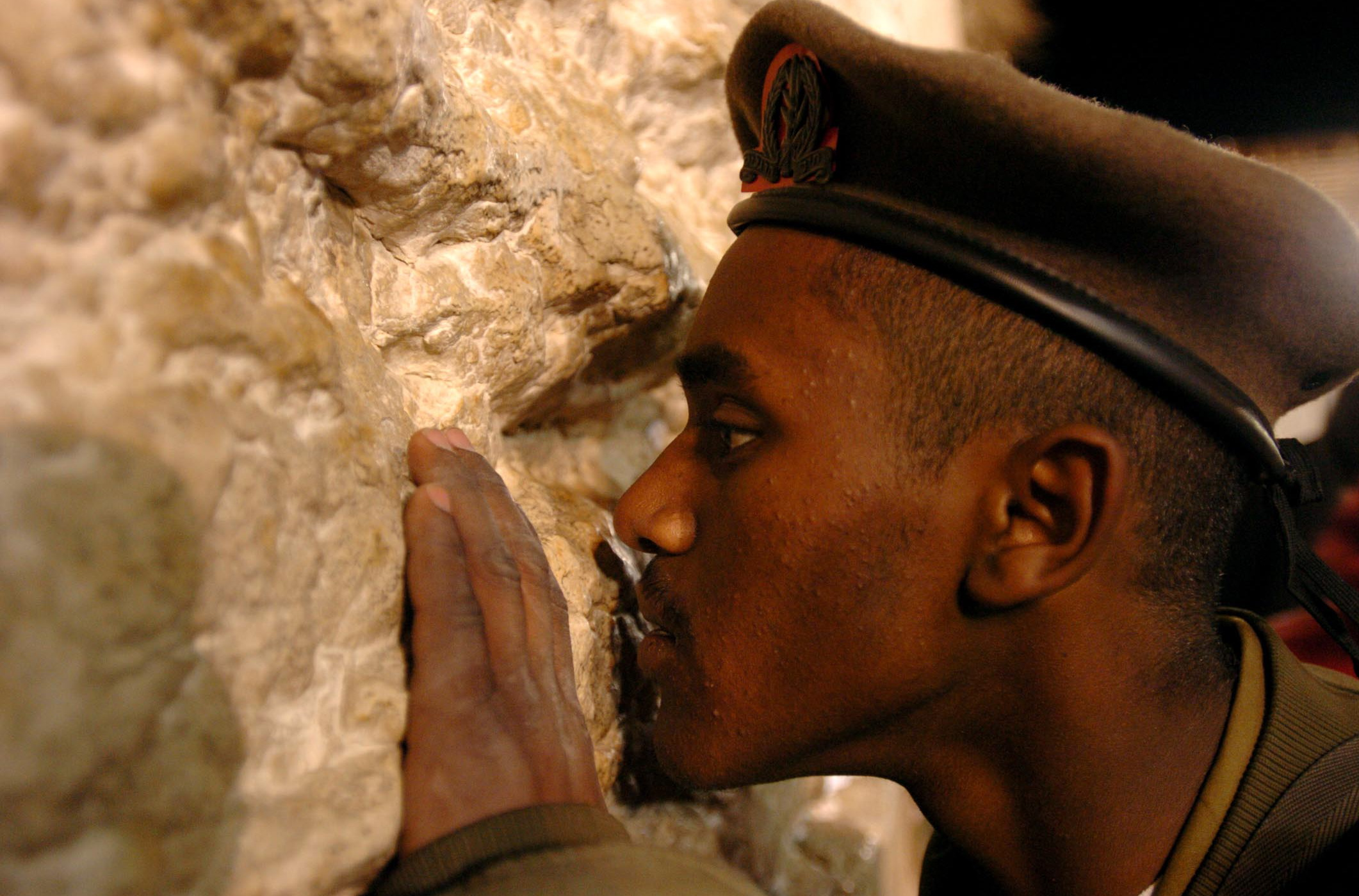
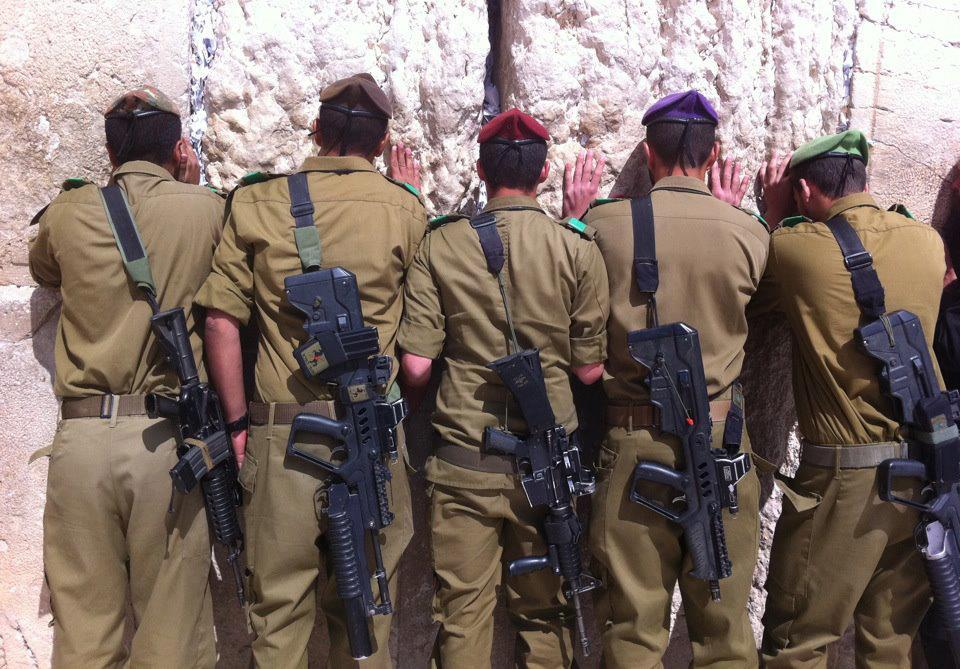